# Onda Radcliffe
A onda Radcliffe é uma estrutura gasosa monolítica em forma de onda na Via Láctea, composta por berçários estelares interconectados, com mais de 9000 anos-luz de diâmetro. É a maior estrutura gasosa já vista na Via Láctea, e fica a cerca de 500 anos-luz do Sol.  Sua descoberta foi anunciada em janeiro de 2020 e a proximidade do Sol surpreendeu os astrônomos.

## Formação
Os cientistas não sabem como se formou a onda ondulante de poeira e gás; sugeriu-se que poderia ser o resultado de uma galáxia muito menor colidindo com a Via Láctea, deixando para trás "ondulações" ou poderia ser relacionado à matéria escura.

## Descoberta
A onda Radcliffe foi descoberta por uma equipe internacional de astrônomos, incluindo Catherine Zucker e João Alves.